# Harry Baer
Harry Baer (nascut Harald Zöttl; Biberach an der Riß, Baden-Württemberg, 27 de setembre de 1947) és un actor, productor, director i escriptor alemany, especialment conegut per les seves col·laboracions amb Rainer Werner Fassbinder.

## Biografia
Baer es va iniciar en la interpretació de teatre amb el grup Action Theatre de Múnic, conegut per les seves representacions experimentals. Més tard es varen reformar sota el nom Antitheater, sota la direcció de Rainer Werner Fassbinder. El seu debut cinematogràfic va tenir lloc l'any 1969, al costat d'aquest director, amb qui va treballar com assistent de direcció i actuant en papers a les seves pel·lícules. Un altre dels seus primers papers protagonistes va ser a Ludwig - Requiem für einen jungfräulichen König, de Hans-Jürgen Syberberg, on interpretava el rei Lluís II de Baviera. Va romandre un col·laborador habitual de Fassbinder fins a la mort del director, tot i que la seva relació no va ser sense problemes, i des de la meitat de la dècada de 1970 fins a 1978 van tallar tot contacte, fins que Fassbinder li va demanar que l'ajudés en el rodatge de Die Ehe der Maria Braun. Ha aparegut en rols principals i secundaris a nombroses pel·lícules per a cinema i televisió, i ha treballat amb realitzadors de prestigi com Doris Dörrie, Mika Kaurismäki o Bernhard Sinkel. Baer és membre de l'Acadèmia Alemanya del Cinema i redactor en cap del portal d'internet regie.de.

## Filmografia
| - 1969: Katzelmacher - 1970: Götter der Pest - 1970: Das Kaffeehaus - 1970: Warum läuft Herr R. Amok? - 1971: Rio das Mortes - 1971: Pioniere in Ingolstadt - 1971: Whity - 1971: Warnung vor einer heiligen Nutte - 1971: Händler der vier Jahreszeiten - 1972: Heute nacht oder nie - 1972: Ludwig - Requiem für einen jungfräulichen König - 1972: Adele Spitzeder - 1973: Wildwechsel - 1973: Zahltag - 1973: Im Zeichen der Kälte - 1975: Das Tal der tanzenden Witwen - 1975: Faustrecht der Freiheit - 1976: Auf Biegen oder Brechen - 1976: Schatten der Engel - 1976: Ich will doch nur, daß ihr mich liebt - 1976: Zwei Supertypen räumen auf (I padroni della città) - 1977: Adolf und Marlene - 1977: Hitler, ein Film aus Deutschland - 1978: Eine Reise ins Licht – Despair - 1979: Stau (L'ingorgo - Una storia impossibile) - 1979: Die dritte Generation - 1980: Palermo oder Wolfsburg - 1980: Berlin AlexanderplatzBerlin Alexanderplatz - 1981: Lili Marleen - 1981: Lola | - 1981: Heute spielen wir den Boß - 1982: Die Sehnsucht der Veronika Voss - 1982: Der Westen leuchtet! - 1983: Der Kleine - 1983: Der Tod kommt durch die Tür - 1984: Donauwalzer - 1984: Im Himmel ist die Hölle los - 1985: Im Innern des Wals - 1985: Westler - 1986: Osveta - 1987: Warten auf Marie - 1987: Helsinki Napoli All Night Long - 1988: Der Passagier – Welcome to Germany - 1988: Die Venusfalle - 1988: Die Freundin (La amiga) - 1989: Zugzwang - 1990: Das einfache Glück - 1991: Superstau - 1992: Die wahre Geschichte von Männern und Frauen - 1993: Prinz in Hölleland - 1993: Der Kinoerzähler - 1996: Babuschka - 1997: Frost - 2002: Führer Ex - 2003: Raid - 2003: Skifahren unter Wasser - 2005: Max und Moritz Reloaded - 2007: Die Jäger des Ostsee-Schatzes - 2008: Berlin am Meer - 2009: Zwischen heute und morgen - 2013: Harder und die Göre |

## Obres com a escriptor
- Schlafen kann ich, wenn ich tot bin. Das atemlose Leben des Rainer Werner Fassbinder. Kiepenheuer & Witsch, Köln 1990, ISBN 3-462-02055-2.
- Das Mutterhaus. Erinnerungen an die "Deutsche Eiche", ein weltbekanntes urbayrisches Gasthaus in München (Edition Fassbinder). Verlag Rosa Winkel, Berlin 2001, ISBN 3-86149-201-6.